# USS Doyle C. Barnes (DE-353)
USS Doyle C. Barnes (DE-353) là một tàu hộ tống khu trục lớp John C. Butler từng phục vụ cùng Hải quân Hoa Kỳ trong Chiến tranh Thế giới thứ hai. Nó là chiếc tàu chiến duy nhất của Hải quân Hoa Kỳ được đặt cái tên này, theo tên Thiếu úy Hải quân Doyle Clayton Barnes (1912–1942), phi công phục vụ cùng Liên đội Tiêm kích VF-6 trên tàu sân bay USS Enterprise, từng được tặng thưởng Huân chương Chữ thập Hải quân do thành tích trong trận Midway và đã mất tích trong Trận chiến Đông Solomons vào ngày 24 tháng 8, 1942. Nó đã phục vụ trong suốt Thế chiến II, được cho ngừng hoạt động sau khi xung đột chấm dứt vào năm 1947, rồi cuối cùng bị bán để tháo dỡ vào năm 1973.

## Thiết kế và chế tạo
Lớp John C. Butler được thiết kế nhằm đáp ứng nhu cầu một số lượng lớn nhưng rẻ tiền của một kiểu tàu hộ tống chống tàu ngầm để hộ tống các đoàn tàu vận tải vượt đại dương. Chúng có chiều dài chung 306 foot (93,3 m), mạn tàu rộng 36 foot 10 inch (11,2 m) và mớn nước 13 foot 4 inch (4,1 m), trọng lượng choán nước tiêu chuẩn 1.350 tấn Anh (1.372 t), và lên đến 1.745 tấn Anh (1.773 t) khi đầy tải, với một thủy thủ đoàn bao gồm 14 sĩ quan và 201 thủy thủ. Con tàu được vận hành bởi hai turbine hơi nước hộp số Westinghouse; hơi nước được cung cấp bởi hai nồi hơi "D" Express, tạo ra công suất 12.000 mã lực càng (8.900 kW) và cho phép đạt được tốc độ tối đa 24 hải lý trên giờ (44 km/h; 28 mph). Nó có tầm hoạt động 6.000 hải lý (11.000 km; 6.900 mi) ở tốc độ đường trường 12 hải lý trên giờ (22 km/h; 14 mph).
Dàn vũ khí chính bao gồm hai tháp pháo 5-inch/38 caliber đa dụng nòng đơn, được dẫn đường bởi hệ thống điều khiển hỏa lực Mark 51; vũ khí phòng không gồm hai khẩu đội Bofors 40 mm L/60 nòng đôi và mười khẩu Oerlikon 20 mm nòng đơn cũng được dẫn đường bởi hệ thống Mark 51. Ngoài ba ống phóng ngư lôi 21 inch (533 mm), vũ khí chống ngầm bao gồm hai đường ray thả mìn sâu, tám máy phóng mìn sâu K-gun cùng một dàn súng cối chống ngầm Hedgehog. Con tàu được trang bị sonar kiểu QC, radar dò tìm mặt biển SL và radar dò tìm không trung SA.
Doyle C. Barnes được đặt lườn tại xưởng tàu của hãng Consolidated Steel Corporation ở Orange, Texas vào ngày 11 tháng 1, 1944. Nó được hạ thủy vào ngày 4 tháng 3, 1944, được đỡ đầu bởi bà D. C. Barnes, vợ góa của Thiếu úy Barnes, và được cho nhập biên chế cùng Hải quân Hoa Kỳ vào ngày 13 tháng 7, 1944 dưới quyền chỉ huy của Hạm trưởng, Thiếu tá Hải quân John Pierce Ingle Jr.

## Lịch sử hoạt động
Sau khi hoàn tất việc chạy thử máy huấn luyện tại khu vực Bermuda, trong giai đoạn từ ngày 25 tháng 9 đến ngày 21 tháng 10, 1944, Doyle C. Barnes phục vụ như một tàu huấn luyện cho sĩ quan các tàu hộ tống khu trục tương lai tại Norfolk, Virginia. Khi được điều động sang khu vực Mặt trận Thái Bình Dương, nó đi đến Hollandia, New Guinea vào ngày 28 tháng 11, và bắt đầu làm nhiệm vụ hộ tống các đoàn tàu vận tải đi lại giữa Hollandia và vịnh San Pedro, Leyte. Con tàu cũng phục vụ tuần tra tại vùng biển Philippines, rồi tham gia vào hoạt động đổ bộ và chiếm đóng Borneo từ ngày 7 tháng 6 đến ngày 20 tháng 7.
Sau khi Nhật Bản chấp nhận đầu hàng vào ngày 15 tháng 8, giúp chấm dứt vĩnh viễn cuộc xung đột, Doyle C. Barnes tiếp tục ở lại khu vực Viễn Đông, phục vụ cùng lực lượng chiếm đóng tại Okinawa, Manila, Thanh Đảo và Thượng Hải. Nó khởi hành từ Thanh Đảo vào ngày 15 tháng 4, 1946 để quay trở về Hoa Kỳ, về đến San Pedro, Los Angeles vào ngày 11 tháng 5.
Doyle C. Barnes được kéo đến San Diego, California, nơi nó được xuất biên chế vào ngày 15 tháng 1, 1947, và được đưa về Hạm đội Dự bị Thái Bình Dương. Tên nó được cho rút khỏi danh sách Đăng bạ Hải quân vào ngày 1 tháng 12, 1972, và con tàu bị bán để tháo dỡ vào ngày 12 tháng 9, 1973.

## Phần thưởng
Nguồn: Navsource Naval History
|  |  |  |
|  |  |  |

| Huân chương Phục vụ Trung Hoa        | Huân chương Chiến dịch Hoa Kỳ           | Huân chương Chiến dịch Châu Á-Thái Bình Dương  |
| Huân chương Chiến thắng Thế Chiến II | Huân chương Phục vụ Chiếm đóng Hải quân | Huân chương Giải phóng Philippine (Philippine) |